# Homosexualität in Kanada

Kanada

Homosexualität ist in Kanada weitgehend gesellschaftlich akzeptiert. Die Gesellschaft Kanadas gilt als eine der liberalsten weltweit.

## Legalität
Nachdem ein Gesetzentwurf des Mitglieds des Kanadischen Unterhauses Arnold Peters 1964 zur Legalisierung von Homosexualität noch gescheitert war, wurden 1967 homosexuelle Handlungen legalisiert. Die Grundlage hierfür war das Bill C-150, welches durch den damaligen Justizminister und späteren Premierminister Pierre Trudeau veranlasst wurde. Das Schutzalter lag von 1982 bis 2008 bei 14 Jahren. Die konservative Regierung beschloss im Jahre 2007, es auf 16 Jahre anzuheben und führte gleichzeitig eine Regelung ein, wonach eine Strafbarkeit erst bei einem Altersunterschied von mehr als 5 Jahren vorliegt. Das Gesetz trat nach der königlichen Unterschrift in Kraft. Analverkehr ist für und mit unter 18-Jährige(n) verboten; die Regelungen sind jedoch dieselben wie für Heterosexuelle.

## Antidiskriminierungsgesetze
Die sexuelle Identität ist in der Verfassung Kanadas geschützt (Section 15 of the Charter). Die ungleiche Behandlung von Personen auf Grund ihrer sexuellen Orientierung ist verboten. Zum Militärdienst sind homosexuelle Menschen zugelassen.

## Anerkennung gleichgeschlechtlicher Paare: Ehe

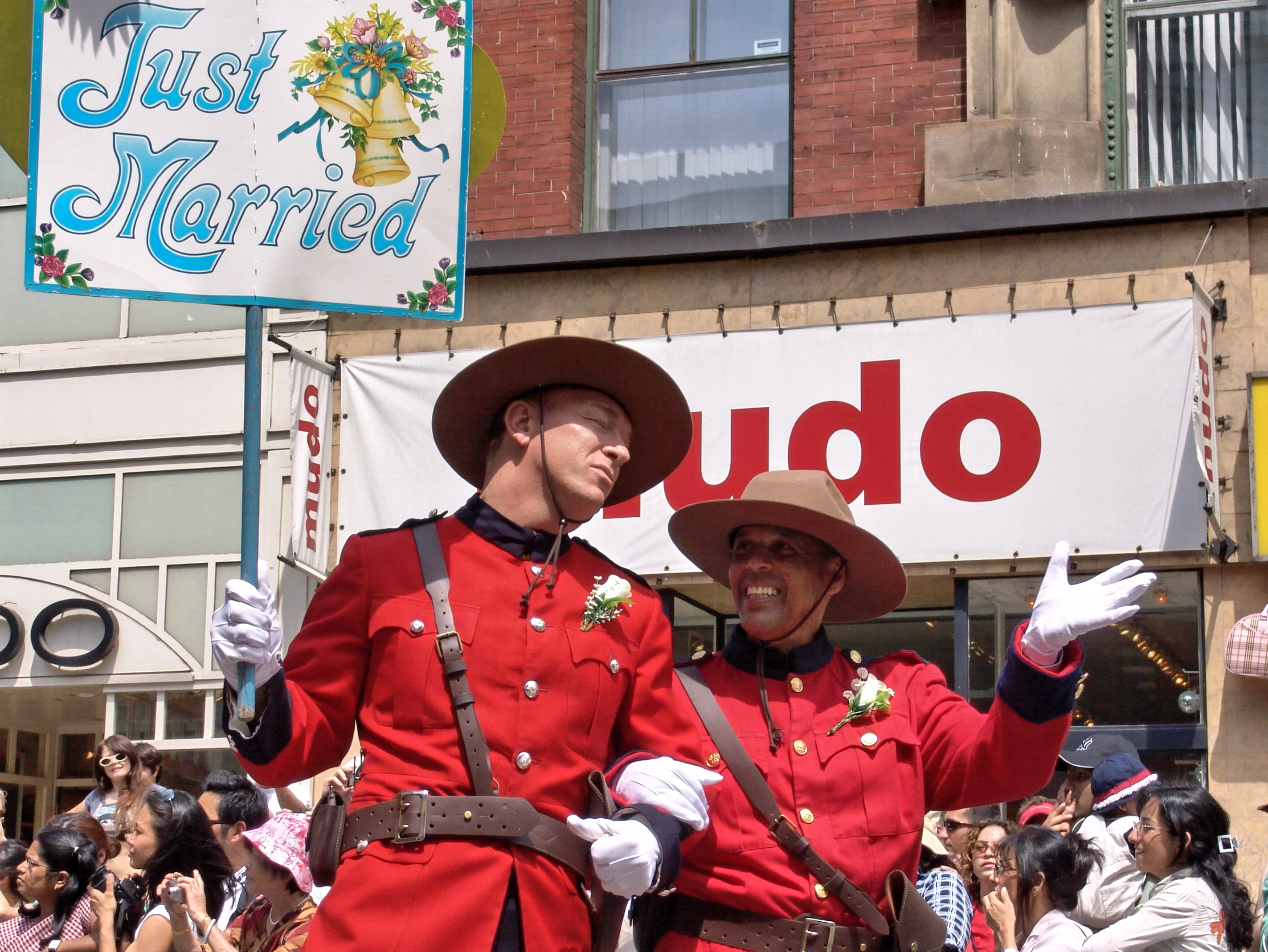
Just Married: Gay Pride Toronto 2006

In Kanada ist die Ehe für homosexuelle Paare geöffnet worden. Das Gesetz Bill C-38 zur Eheöffnung wurde am 28. Juni 2005 im kanadischen Unterhaus und am 19. Juli 2005 im kanadischen Senat verabschiedet. Dieses Gesetz trat am 20. Juli 2005 in Kraft.

## Gesellschaftliche Situation

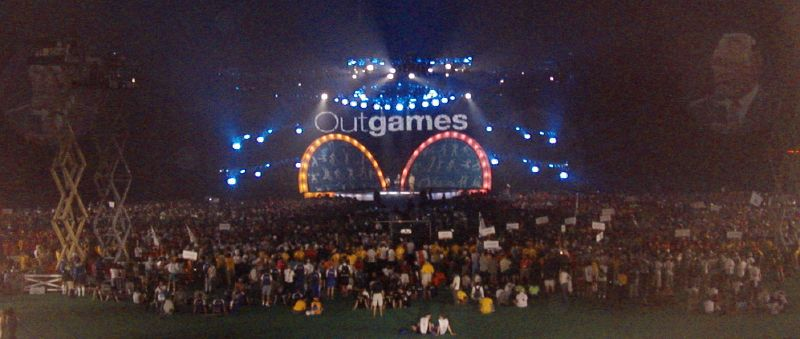
OutGames in Montreal 2006

Eine homosexuelle Community findet sich vorwiegend in den Metropolen Montreal, Toronto, Ottawa, Vancouver und Calgary. Dort fanden auch die ersten Christopher Street Days in den Großstädten Kanadas während der 1970er statt.